# Pangako Sa 'Yo
Pangako Sa 'Yo (titolo internazionale The Promise) è una serial televisivo filippino trasmesso su ABS-CBN dal 13 novembre 2000 al 20 settembre 2002. I protagonisti sono interpretati da Jericho Rosales, Kristine Hermosa, Eula Valdez e Jean Garcia.
Un remake è stato prodotto nel 2015, interpretato da Angelica Panganiban, Ian Veneracion, Kathryn Bernardo, Daniel Padilla e Jodi Sta. Maria, che aveva anche recitato nella serie originale.

## Personaggi

### Personaggi principali
- Yna Macaspac-Buenavista / Maria Amor de Jesus, interpretata da Kristine Hermosa
- Angelo Buenavista, interpretato da Jericho Rosales
- Amor de Jesus-Powers / Amor de Jesus-Buenavista, interpretata da Eula Valdez
- Madam Claudia Zalameda-Buenavista / Claudia Zalameda-Barcial, interpretata da Jean Garcia
- Governatore Eduardo Buenavista, interpretato da Tonton Gutierrez
- Jestoni Alarcon as Diego Buenavista, interpretato da Jestoni Alarcon
- Amy Austria as Lourdes Magbanua-Buenavista, interpretata da Amy Austria
- Jodi Sta. Maria as Lia Buenavista-Mobido, interpretata da Jodi Sta. Maria

### Personaggi secondari
- Jonathan Mobido, interpretato da Patrick Garcia
- Bea Bianca Bejerrano / Electrika Powers, interpretata da Vanessa del Bianco
- Mark, interpretato da Carlo Muñoz
- Maria Amor de Jesus / Clarissa Barcial, interpretata da Dianne dela Fuente
- Belen Macaspac, interpretata da Eva Darren
- Francisco "Isko" Macaspac, interpretato da Cris Daluz
- Flerida Macaspac, interpretata da Hazel Ann Mendoza
- Betty Mae Verseles, interpretata da Evangeline Pascual
- Coring, interpretata da Minnie Aguilar
- Felicity Banks, interpretata da Michelle Bayle

## Riconoscimenti
- 2001 – Asian Television Awards
  - Nomination - Miglior serie drammatica
  - Vinto - Migliori registi a Jerry Lopez Sineneng, Trina Dayrit e Rory Quintos

- 2001 – PMPC Star Awards for Television
  - Vinto - Miglior serie TV
  - Vinto - Miglior attrice a Eula Valdez

- 2002 – PMPC Star Awards for Television
- Vinto - Miglior attrice a Jean Garcia